# Final de la FA Cup 2020-21
La Final de la FA Cup 2020-21 fue la 140ª edición de la definición del torneo. La Final se disputó el 15 de mayo de 2021.

## Finalistas
En negrita, las finales ganadas.
| Equipos        | Finales jugadas anteriormente | Finales jugadas anteriormente                                                                                                  |
| -------------- | ----------------------------- | --- |
| Leicester City | 4                             | 1948-49, 1960-61, 1962-63 y 1968-69.                                                                                           |
| Chelsea        | 14 (8)                        | 1914-15, 1966-67, 1969-70, 1993-94, 1996-97, 1999-00, 2001-02, 2006-07, 2008-09, 2009-10, 2011-12, 2016-17, 2017-18 y 2019-20. |

## Camino a la final

### Chelsea
| Ronda                                                  | Rival                | Resultado |
| ------------------------------------------------------ | -------------------- | --------- |
| 3rd                                                    | Morecambe (H)        | 4–0       |
| 4th                                                    | Luton Town (H)       | 3–1       |
| 5th                                                    | Barnsley (A)         | 1–0       |
| QF                                                     | Sheffield United (H) | 2–0       |
| SF                                                     | Manchester City (N)  | 1–0       |
| Condición: (H) = Local; (A) = Visitante; (N) = Neutral |                      |           |

### Leicester City
| Ronda                                                  | Rival                      | Resultado |
| ------------------------------------------------------ | -------------------------- | --------- |
| 3rd                                                    | Stoke City (A)             | 4–0       |
| 4th                                                    | Brentford (A)              | 3–1       |
| 5th                                                    | Brighton & Hove Albion (H) | 1–0       |
| QF                                                     | Manchester United (H)      | 3–1       |
| SF                                                     | Southampton (N)            | 1–0       |
| Condición: (H) = Local; (A) = Visitante; (N) = Neutral |                            |           |

## Partido

### Ficha
| 1     | Guardameta     | Kepa Arrizabalaga |     |
| 24    | Defensa        | Reece James       |     |
| 28    | Defensa        | César Azpilicueta | 76' |
| 6     | Defensa        | Thiago Silva      |     |
| 2     | Defensa        | Antonio Rüdiger   |     |
| 3     | Defensa        | Marcos Alonso     | 68' |
| 7     | Centrocampista | N'Golo Kanté      |     |
| 5     | Centrocampista | Jorginho          | 75' |
| 22    | Centrocampista | Hakim Ziyech      | 68' |
| 19    | Centrocampista | Mason Mount       |     |
| 11    | Delantero      | Timo Werner       | 82' |
| D. T. | D. T.          | Thomas Tuchel     |     |

| 1     | Guardameta     | Kasper Schmeichel |     |
| 27    | Defensa        | Timothy Castagne  |     |
| 3     | Defensa        | Wesley Fofana     | 34' |
| 6     | Defensa        | Jonny Evans       |     |
| 4     | Defensa        | Çağlar Söyüncü    |     |
| 33    | Defensa        | Luke Thomas       | 82' |
| 8     | Centrocampista | Youri Tielemans   |     |
| 25    | Centrocampista | Wilfred Ndidi     |     |
| 17    | Centrocampista | Ayoze Pérez       | 82' |
| 14    | Delantero      | Kelechi Iheanacho | 67' |
| 9     | Delantero      | Jamie Vardy       |     |
| D. T. | D. T.          | Brendan Rodgers   |     |

| 10 | Delantero      | Christian Pulisic  | 68' |
| 21 | Defensa        | Ben Chilwell       | 68' |
| 29 | Centrocampista | Kai Havertz        | 75' |
| 20 | Centrocampista | Callum Hudson-Odoi | 76' |
| 18 | Delantero      | Olivier Giroud     | 82' |

| 11 | Centrocampista | Marc Albrighton | 34' |
| 10 | Centrocampista | James Maddison  | 67' |
| 5  | Defensa        | Wes Morgan      | 82' |
| 20 | Centrocampista | Hamza Choudhury | 82' |

| 63' | Youri Tielemans | 0:1 |

| 40' | Timo Werner |

| 36' | Wesley Fofana |

| Principal  | Michael Oliver                                |
| Asistentes | Stuart Burt                                   |
|            | Simon Bennett Asistentes adicionales Dan Cook |
| Cuarto     | Paul Tierney                                  |

| 1     | Guardameta     | Kepa Arrizabalaga |     |
| 24    | Defensa        | Reece James       |     |
| 28    | Defensa        | César Azpilicueta | 76' |
| 6     | Defensa        | Thiago Silva      |     |
| 2     | Defensa        | Antonio Rüdiger   |     |
| 3     | Defensa        | Marcos Alonso     | 68' |
| 7     | Centrocampista | N'Golo Kanté      |     |
| 5     | Centrocampista | Jorginho          | 75' |
| 22    | Centrocampista | Hakim Ziyech      | 68' |
| 19    | Centrocampista | Mason Mount       |     |
| 11    | Delantero      | Timo Werner       | 82' |
| D. T. | D. T.          | Thomas Tuchel     |     |

| 1     | Guardameta     | Kasper Schmeichel |     |
| 27    | Defensa        | Timothy Castagne  |     |
| 3     | Defensa        | Wesley Fofana     | 34' |
| 6     | Defensa        | Jonny Evans       |     |
| 4     | Defensa        | Çağlar Söyüncü    |     |
| 33    | Defensa        | Luke Thomas       | 82' |
| 8     | Centrocampista | Youri Tielemans   |     |
| 25    | Centrocampista | Wilfred Ndidi     |     |
| 17    | Centrocampista | Ayoze Pérez       | 82' |
| 14    | Delantero      | Kelechi Iheanacho | 67' |
| 9     | Delantero      | Jamie Vardy       |     |
| D. T. | D. T.          | Brendan Rodgers   |     |

| 10 | Delantero      | Christian Pulisic  | 68' |
| 21 | Defensa        | Ben Chilwell       | 68' |
| 29 | Centrocampista | Kai Havertz        | 75' |
| 20 | Centrocampista | Callum Hudson-Odoi | 76' |
| 18 | Delantero      | Olivier Giroud     | 82' |

| 11 | Centrocampista | Marc Albrighton | 34' |
| 10 | Centrocampista | James Maddison  | 67' |
| 5  | Defensa        | Wes Morgan      | 82' |
| 20 | Centrocampista | Hamza Choudhury | 82' |

| 63' | Youri Tielemans | 0:1 |

| 40' | Timo Werner |

| 36' | Wesley Fofana |

| Principal  | Michael Oliver                                |
| Asistentes | Stuart Burt                                   |
|            | Simon Bennett Asistentes adicionales Dan Cook |
| Cuarto     | Paul Tierney                                  |

| 1     | Guardameta     | Kepa Arrizabalaga |     |
| 24    | Defensa        | Reece James       |     |
| 28    | Defensa        | César Azpilicueta | 76' |
| 6     | Defensa        | Thiago Silva      |     |
| 2     | Defensa        | Antonio Rüdiger   |     |
| 3     | Defensa        | Marcos Alonso     | 68' |
| 7     | Centrocampista | N'Golo Kanté      |     |
| 5     | Centrocampista | Jorginho          | 75' |
| 22    | Centrocampista | Hakim Ziyech      | 68' |
| 19    | Centrocampista | Mason Mount       |     |
| 11    | Delantero      | Timo Werner       | 82' |
| D. T. | D. T.          | Thomas Tuchel     |     |

| 1     | Guardameta     | Kasper Schmeichel |     |
| 27    | Defensa        | Timothy Castagne  |     |
| 3     | Defensa        | Wesley Fofana     | 34' |
| 6     | Defensa        | Jonny Evans       |     |
| 4     | Defensa        | Çağlar Söyüncü    |     |
| 33    | Defensa        | Luke Thomas       | 82' |
| 8     | Centrocampista | Youri Tielemans   |     |
| 25    | Centrocampista | Wilfred Ndidi     |     |
| 17    | Centrocampista | Ayoze Pérez       | 82' |
| 14    | Delantero      | Kelechi Iheanacho | 67' |
| 9     | Delantero      | Jamie Vardy       |     |
| D. T. | D. T.          | Brendan Rodgers   |     |

| 10 | Delantero      | Christian Pulisic  | 68' |
| 21 | Defensa        | Ben Chilwell       | 68' |
| 29 | Centrocampista | Kai Havertz        | 75' |
| 20 | Centrocampista | Callum Hudson-Odoi | 76' |
| 18 | Delantero      | Olivier Giroud     | 82' |

| 11 | Centrocampista | Marc Albrighton | 34' |
| 10 | Centrocampista | James Maddison  | 67' |
| 5  | Defensa        | Wes Morgan      | 82' |
| 20 | Centrocampista | Hamza Choudhury | 82' |

| 63' | Youri Tielemans | 0:1 |

| 40' | Timo Werner |

| 36' | Wesley Fofana |

| Principal  | Michael Oliver                                |
| Asistentes | Stuart Burt                                   |
|            | Simon Bennett Asistentes adicionales Dan Cook |
| Cuarto     | Paul Tierney                                  |

| 1     | Guardameta     | Kepa Arrizabalaga |     |
| 24    | Defensa        | Reece James       |     |
| 28    | Defensa        | César Azpilicueta | 76' |
| 6     | Defensa        | Thiago Silva      |     |
| 2     | Defensa        | Antonio Rüdiger   |     |
| 3     | Defensa        | Marcos Alonso     | 68' |
| 7     | Centrocampista | N'Golo Kanté      |     |
| 5     | Centrocampista | Jorginho          | 75' |
| 22    | Centrocampista | Hakim Ziyech      | 68' |
| 19    | Centrocampista | Mason Mount       |     |
| 11    | Delantero      | Timo Werner       | 82' |
| D. T. | D. T.          | Thomas Tuchel     |     |

| 1     | Guardameta     | Kasper Schmeichel |     |
| 27    | Defensa        | Timothy Castagne  |     |
| 3     | Defensa        | Wesley Fofana     | 34' |
| 6     | Defensa        | Jonny Evans       |     |
| 4     | Defensa        | Çağlar Söyüncü    |     |
| 33    | Defensa        | Luke Thomas       | 82' |
| 8     | Centrocampista | Youri Tielemans   |     |
| 25    | Centrocampista | Wilfred Ndidi     |     |
| 17    | Centrocampista | Ayoze Pérez       | 82' |
| 14    | Delantero      | Kelechi Iheanacho | 67' |
| 9     | Delantero      | Jamie Vardy       |     |
| D. T. | D. T.          | Brendan Rodgers   |     |

| 10 | Delantero      | Christian Pulisic  | 68' |
| 21 | Defensa        | Ben Chilwell       | 68' |
| 29 | Centrocampista | Kai Havertz        | 75' |
| 20 | Centrocampista | Callum Hudson-Odoi | 76' |
| 18 | Delantero      | Olivier Giroud     | 82' |

| 11 | Centrocampista | Marc Albrighton | 34' |
| 10 | Centrocampista | James Maddison  | 67' |
| 5  | Defensa        | Wes Morgan      | 82' |
| 20 | Centrocampista | Hamza Choudhury | 82' |

| 63' | Youri Tielemans | 0:1 |

| 40' | Timo Werner |

| 36' | Wesley Fofana |

| Principal  | Michael Oliver                                |
| Asistentes | Stuart Burt                                   |
|            | Simon Bennett Asistentes adicionales Dan Cook |
| Cuarto     | Paul Tierney                                  |

|                       |
| Campeón               |
| Bandera de Inglaterra |
| Leicester City FC     |
| 1er título            |